# Жениссон, Катрин
Катрин Жениссон (фр. Catherine Génisson) — французский политик, бывший сенатор и депутат Национального собрания Франции, член национального совета и национального бюро Социалистической партии Франции.

## Биография
Родилась 22 апреля 1949 году в Париже. Дочь известного художника Клода Жениссона. По образованию — анестезиолог, училась на медицинском факультете университета Лилля, затем работала в Аррасе врачом-анестезиологом, руководителем отделения неотложной помощи.
В 1979 году вступила в Социалистическую партию Франции, в настоящее время является членом Национального совета и Национального бюро Социалистической партии.
В 1983 году Катрин Жениссон впервые была избрана в муниципальный совет Арраса, в 1989—1995 годах занимала пост вице-мэра по вопросам культуры. В 2004 году избрана, а в 2010 году переизбрана в состав регионального Совета Нор-Па-де-Кале, где занимает пост вице-президента по вопросам культуры.
В июне 1997 года впервые избрана депутатом Национального собрания Франции по 2-му избирательному округу департамента Па-де-Кале, после этого ещё дважды переизбиралась депутатом. В 2007—2011 годах занимала пост вице-президента Национального собрания.
В сентябре 2011 года в составе списка социалистов избрана в Сенат, после чего сдала мандат депутата Национального собрания. В Сенате является вице-президентом комиссии по социальным вопросам.
Близкий соратник бывшего лидера социалистов, мэра Лилля Мартин Обри.

## Занимаемые выборные должности
14.03.1983 — 12.03.1989 — член муниципального совета Арраса 

20.03.1989 — 18.06.1995 — вице-мэр Арраса 

18.06.1995 — 16.04.2004 — член муниципального совета Арраса 

12.06.1997 — 25.09.2011 — депутат Национального собрания Франции от 2-го избирательного округа департамента Па-де-Кале 

29.03.2004 — 31.12.2015 — вице-президент регионального совета Нор-Па-де-Кале 

27.06.2007 — 25.09.2011 — вице-президент Национального собрания Франции 

25.09.2011 — 01.10.2017 — сенатор Франции от департамента Па-де-Кале 